# Tamba griseipars
Tamba griseipars là một loài bướm đêm trong họ Noctuidae.